# 東光コンピュータサービス
東光コンピュータ・サービス株式会社（とうこうコンピュータ・サービス、英: TOKO Computer Service Co.,LTD.）は、秋田県大館市に本社を置く日本の企業。

## 概要
秋田県大館市釈迦内に本社を置く株式会社東光ホールディングスのグループ会社で、業務システムの提案やシステム開発・導入サポート及び機器販売、Web制作を行うソフトウェア会社。

## 沿革
- 1984年（昭和59年）7月 - (資)東光商会管理部コンピュータ部門を分離独立し大館市卸町へ東光コンピュータ・サービス株式会社を設立。[2]
- 1987年（昭和62年）8月 - 同市御成町4丁目へ移転。
- 2001年（平成13年）6月 - 新本社社屋落成。
- 2010年（平成22年）4月 - 東京営業所開設。

## 営業所
- 秋田支店 - 秋田市保戸野八丁25-7
- 東京営業所 - 東京都中央区新富一丁目3番9号東光ビル7階
- 能代営業所 - 能代市豊祥岱1-43
- 鹿角営業所 - 鹿角市花輪字扇ノ間76-2
- 北秋田営業所 - 北秋田市住吉町10-12
- にかほ営業所 - にかほ市平沢字中町50番地
- 弘前営業所 - 青森県弘前市大字神田4-2-8
- 札幌営業所 - 北海道札幌市中央区北4条西24丁目1-7-602

## 関連会社
- 株式会社東光ホールディングス
- 東光鉄工株式会社
- 東光保険サービス株式会社